# Dilocarcininae
De Dilocarcininae zijn een onderfamilie van krabben (Brachyura) uit de familie Trichodactylidae.

## Geslachten
De Dilocarcininae omvatten de volgende geslachten:
- Bottiella  Magalhães & Türkay, 1996
- Dilocarcinus  H. Milne Edwards, 1853
- Forsteriana Ng & Low, 2010
- Fredilocarcinus  Pretzmann, 1978
- Goyazana  Bott, 1969
- Melocarcinus  Magalhães & Türkay, 1996
- Moreirocarcinus  Magalhães & Türkay, 1996
- Poppiana  Bott, 1969
- Rotundovaldivia  Pretzmann, 1968
- Sylviocarcinus  H. Milne Edwards, 1853
- Valdivia  White, 1847
- Zilchiopsis  Bott, 1969a